# Nuculana cornidei
Nuculana cornidei is een tweekleppigensoort uit de familie van de Nuculanidae. De wetenschappelijke naam van de soort is voor het eerst geldig gepubliceerd in 1974 door Altimira.